# Danzandarzhaaguiin Sereeter
Danzandarzhaaguiin Sereeter (Lün, Mongolia, 23 de abril de 1943) es un deportista mongol retirado especialista en lucha libre olímpica donde llegó a ser medallista de bronce olímpico en México 1968.

## Carrera deportiva
En los Juegos Olímpicos de 1968 celebrados en México ganó la medalla de bronce en lucha libre olímpica estilo peso ligero, tras el luchador iraní Abdollah Movahed (oro) y el búlgaro Enyu Valchev (plata).